# Gimnastyka na Letnich Igrzyskach Olimpijskich 1896 – ćwiczenia na poręczach drużynowo
Drużynowe ćwiczenia na poręczach była to jedna z dyscyplin gimnastycznych na Letnich Igrzyskach Olimpijskich 1896 w Atenach. Została rozegrana 9 kwietnia. Wystartowała tylko jedna drużyna – Niemcy

## Wyniki
| lp. | Kraj   | Zawodnicy |
| --- | ------ | --- |
| 1   | Niemcy | Conrad Böcker Alfred Flatow Gustav Flatow Georg Hillmar Fritz Manteuffel Karl Neukirch Richard Röstel Gustav Schuft Carl Schuhmann Hermann Weingärtner |